# 改裝巴士

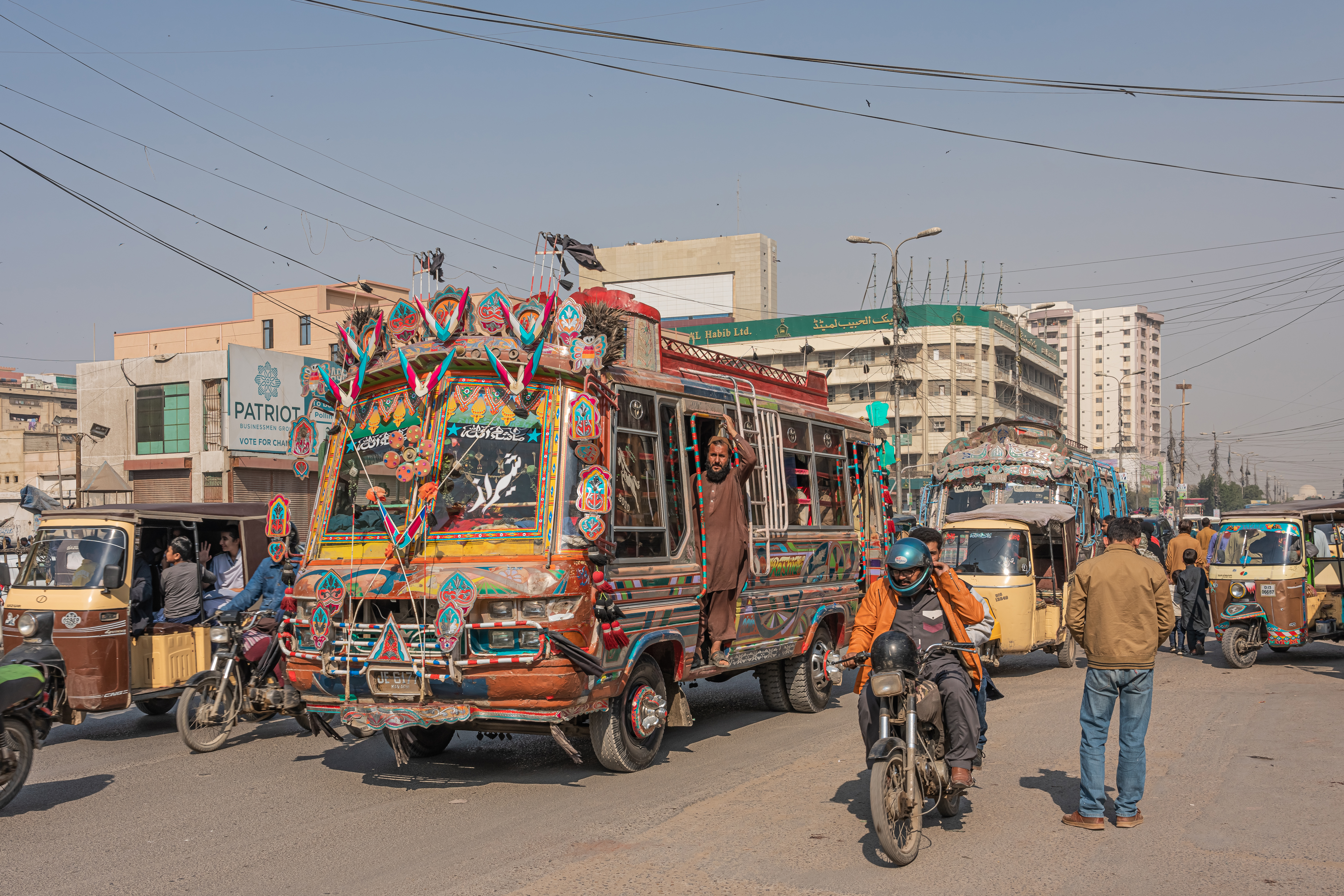
巴基斯坦的改裝巴士

改裝巴士（英語：Customised buses）是指經過改裝，用作裝飾用途的公共汽車。這種改裝與履行車輛自身的工作或事情（通常作為公共運輸巴士）並無關係。改裝巴士亦時常並非用於某一工作或事情，而是作為個人項目進行粉飾，以作展覽之用，縱使這相對於其他藝術車輛（如汽車、自行車及改裝貨車）較為罕見。

## 改裝詳情
改裝工程通常包含：
- 定制外部及內部色彩方案（英语：Livery）（paint scheme），包括短語、諺語和人物（例如宗教聖像）。
- 額外的裝飾性視覺元素，例如額外添置的車燈和反光器、旗幟、橫幅和彩旗（bunting），又或宗教符號和藝術品。
- 經改裝的車身組件，如更複雜的水箱護罩（英语：Grille (car)）、輪拱和排气系统

## 改裝實例

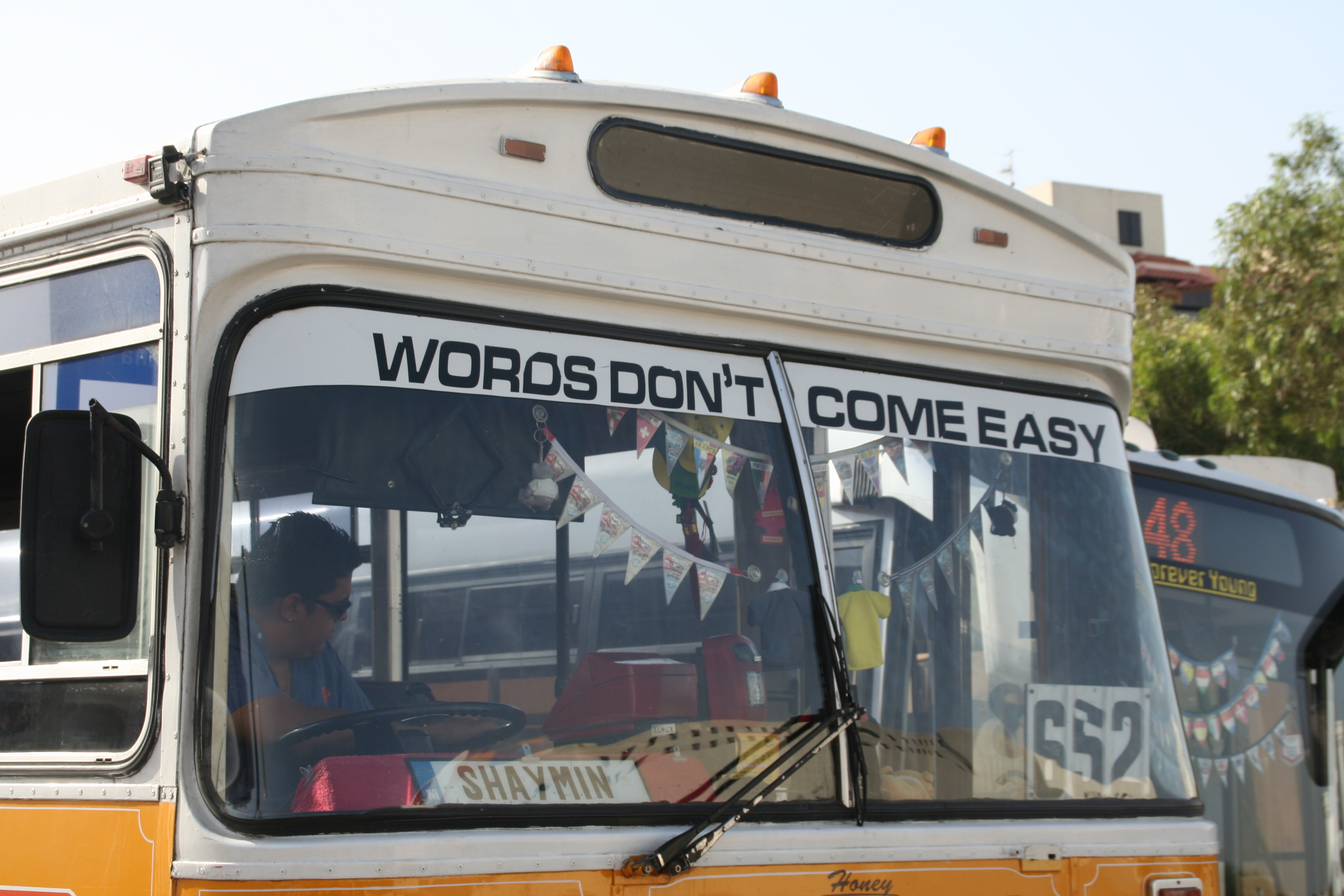
一輛馬耳他巴士上的標語

马耳他島在定制用於公共交通的公車方面有著悠久的傳統，這是因為當地進口的汽車型號五花八門，且車庫設施亦不多。相對於其他國家而言，馬耳他的定制方式可以「低調」來形容。在2000年代，當地啟動了一項行動，以更多的現代公車來更新車隊，但具歷史意義的例子仍舊存在，而定制的傳統亦於現代車種中得以延續。
阿根廷（尤其是布宜諾斯艾利斯）的「Colectivo」城市公車，在歷史上可謂高度定制，其一種名為菲勒特彩绘的技術可追溯至1920年代。這種定制的做法一直持續到採用更多的現代公車時才逐漸消失。具歷史意義的定制集體公車現時已成博物館的珍貴展品，又或被修復為私人車輛。
哥伦比亚的奇瓦巴士是在卡車底盤上手工製造，既作為公共交通工具，亦用於私人租用的聚會，包括於紐約城作為一個新穎的景點（novelty attraction）。
在菲律賓，由吉普車衍生的「吉普尼」合乘計程車的數量已增長至公共小型巴士的規模，並仍由小規模的製造商生產，即使坊間正要求減少吉普尼的數量，以及與正規公共交通的競爭。
巴基斯坦在高度定制巴士（及货车）方面有著漫長的傳統。
萨尔瓦多在用於公共運輸的高度定制巴士方面有著一段歷史。這些巴士一般均為幫派所擁有，故此並非由政府機構營運。

## 其他類型的改裝巴士

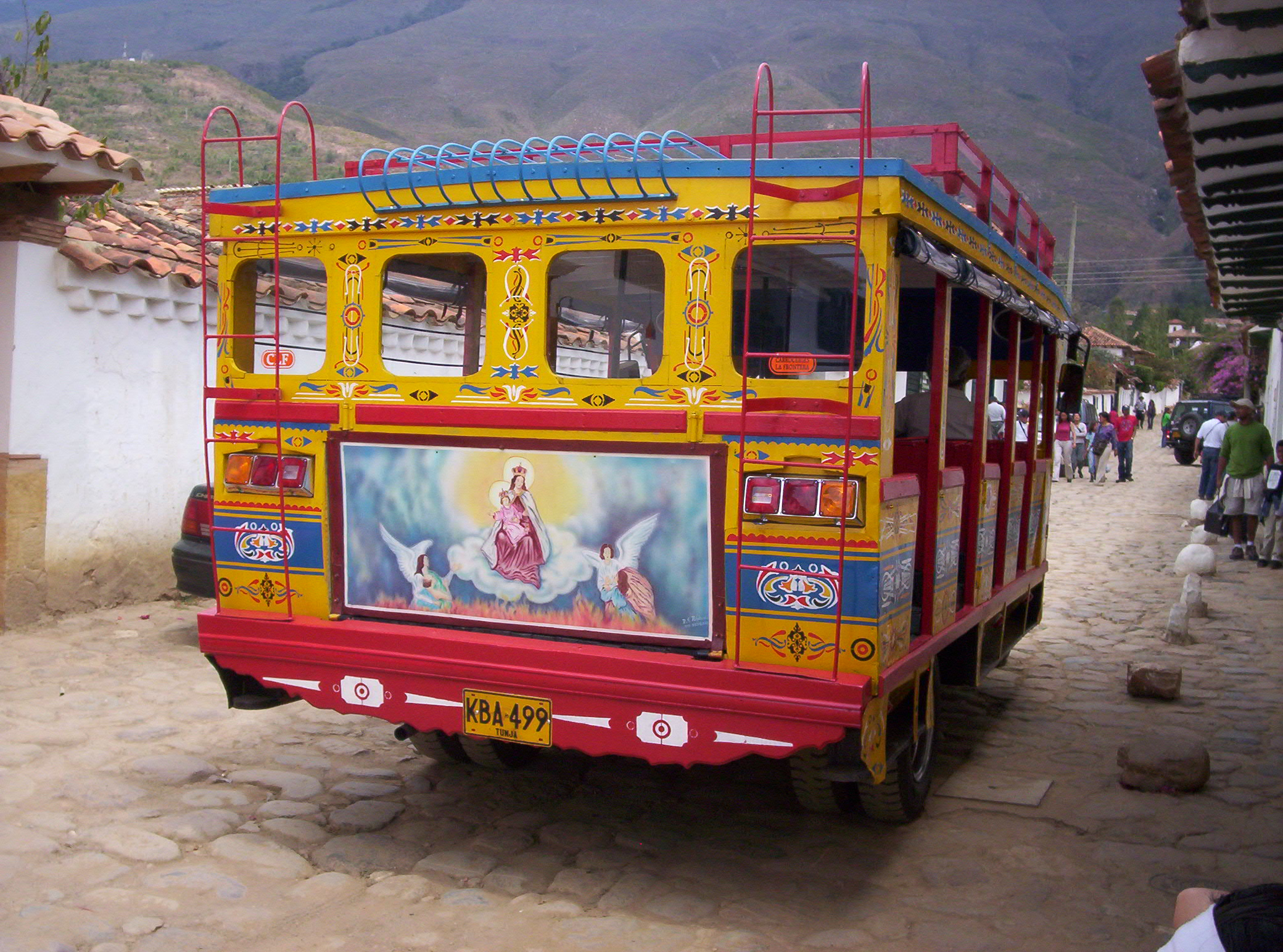
一輛奇瓦巴士上的壁畫

廣告巴士、派對巴士、臥舖巴士及遊覽車都是或具一定程度裝飾性的巴士類型，以作為其主要功能的一部份，而不僅止於個性化。